# Yungtön Dorjepel

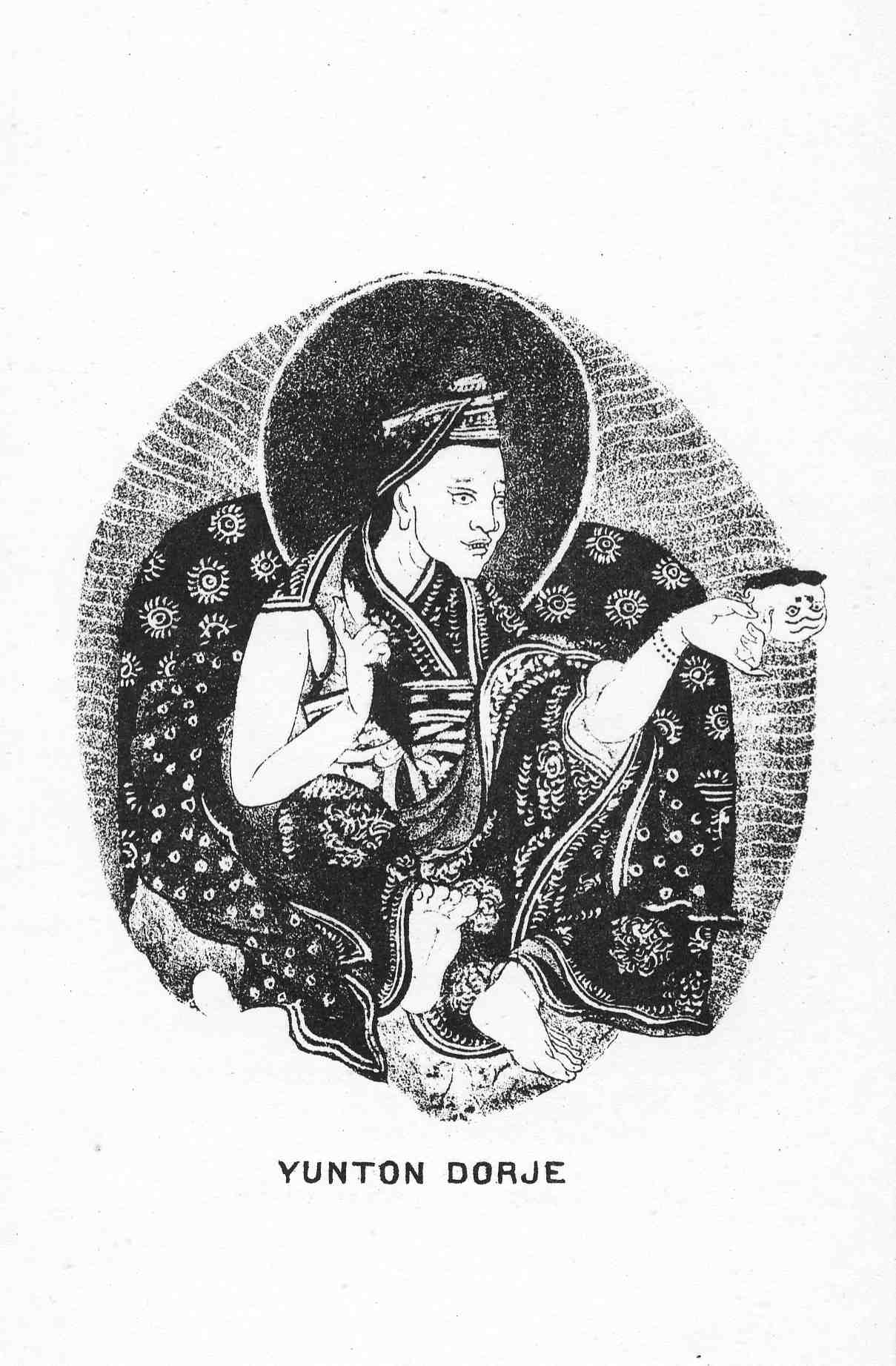
Yungtön Dorjepel

Yungtön Dorjepel (Wylie: gYung-ston(pa) rdo-rje dpal) est né à Gorma (ou Gurmo) près du monastère de Shalu, dans la province de Tsang, en 1284, dans la famille d'un lama tantrique de la famille de Len.
Durant sa jeunesse, il est allé en Chine sur l'invitation de l'Empereur où il aurait pu appeler la pluie après une longue sécheresse. Il a acquis une compréhension profonde du Kalachakra sous la direction de Butön Rinpoché. Il a cultivé les instructions ésotériques, notamment la Grande Perfection grâce à la grande inspiration du 3e Karmapa, dont il devint l'héritier spirituel et l'un des maillons du Rosaire d'Or.
Il a résidé et a enseigné dans les différents lieux comme Paro au Bhoutan, Phungpo Riwoche, et Ratam Trak. Il est mort en 1365,.
Dans la lignée tibétaine du panchen-lama, on considère qu'il y a eu 4 émanations indiennes et 3 tibétaines du Bouddha Amitābha avant Khedrup Gelek Pelzang, qui est reconnu comme le premier Panchen Lama. La lignée commence avec Subhuti, un des disciples d'origine du Gautama Bouddha. Yungtön Dorjepel est considéré comme la dernière incarnation du Bouddha Amitabha  avant Khedrup Gelek Pelzang, qui est reconnu comme le 1er Panchen Lama,.